# 麒麟站
麒麟站（英語：Kei Lun Stop）是港鐵輕鐵車站，位於屯門青麟路近麒麟圍和兆康苑（一和二期）；代號110，屬單程車票第3收費區，共有2個月台。
本站是輕鐵系統唯一一個列車需先平行地經過對面月台，再越過過路口才抵站的輕鐵車站（即左前右後）。

## 車站構造

### 車站樓層
| 地面              | 出口 | 麒麟圍、屯門醫院康復大樓 |   |  |
| 地面              | 月台 | \| 側式 · 開左邊车门 \| \| \| \| \| \| \| \| 輕鐵505綫往兆康（終點站） 輕鐵615P綫往兆康（終點站） \| 1 \| \| \| \| 2 \| 輕鐵615P綫往屯門碼頭（青松） \| \| \| \| 側式 · 開左邊车门 \| \| \| \| \| |   |  |
| 地面              | 出口 | 青麟路、兆康苑、屯門官立小學 |   |  |
| 側式 · 開左邊车门 |      | |   |  |
|                   |      | 輕鐵505綫往兆康（終點站） 輕鐵615P綫往兆康（終點站） | 1 |  |
|                   | 2    | 輕鐵615P綫往屯門碼頭（青松） |   |  |
| 側式 · 開左邊车门 |      | |   |  |

### 車站月台
- 兩個月台為標準長度：各長40公尺、各可同時停泊兩輛單卡。
- 1號月台位於較北位置，2號月台位於較南位置，而月台設置在平交道之後的車站。（即左前右後排列）
- 二號月台只有一部自動售票機。

### 車站周邊
- 麒麟圍
- 青松仙苑
- 兆康苑
- 屯門醫院護士學校
- 屯門官立小學
- 屯門醫院康復大樓
- 麒麟豪苑

## 歷史
輕鐵試搭日中，規劃512中途會經此站，但因為嚴重重疊612。在正式開辦的日子，此站並未正式啟用。
輕鐵正式開辦後兩日加開晚間路線511，協助611晚間收車時為屯門區進行服務。
1988年9月24日，505開辦。
1990年，511停辦，此站只有505行駛。
1993年1月10日，615開辦，在前往屯門碼頭時會停靠2號月台。
1993年3月22日，722開辨，返回天瑞使用此站掉頭，最後於1994年3月13日停辨。
2002年3月，九廣西鐵工程，輕鐵615綫往屯門碼頭改道後，不會前往麒麟，被人投訴不方便。該站1號月台有通告提示，須到兆康站換乘其他前往元朗的輕鐵路線。
2004年4月4日，615P開辦，南/北行必會停靠麒麟，維持至今。

## 事件
2021年3月21日清晨六時左右，青麟路近屯門官立小學對開地底一條水管突然爆裂。受事件影響，輕鐵505綫往兆康方向及615P綫需要改道，不停麒麟站，麒麟站乘客要改往兆康站乘搭輕鐵，港鐵正在處理事件。據了解，水管爆裂有大量泥水湧出，路面上最深約有10厘米積水，影響附近約500米道路行車。至早上約10時35分，港鐵指現場附近水管爆裂事故，已由政府相關部門處理好，輕鐵服務逐步回復正常。

## 資料來源
1. ↑  . 【Now新聞台】. 2021-03-21  [2021-03-21]. （原始内容存档于2021-04-23）.
2. ↑  . 東方日報. 2021-03-21  [2021-03-21]. （原始内容存档于2021-03-21）.
3. ↑  . 香港電台. 2021-03-21  [2021-03-21]. （原始内容存档于2021-04-14）.

## 外部連結
- 港鐵公司 - 輕鐵街道圖（页面存档备份，存于）
- 港鐵公司 - 輕鐵行車時間表（页面存档备份，存于）